# Willie Boland
William John "Willie" Boland (Ennis, 6 augustus 1975) is een Iers voormalig betaald voetballer die speelde als middenvelder. Hij was met Coventry City actief in de Engelse Premier League.

## Clubcarrière

### Coventry City
Boland begon zijn profcarrière bij Coventry City voor aanvang van het eerste seizoen van de Premier League, het seizoen 1992/93. Zijn eerste coach ooit was Bobby Gould, die nog de FA Cup won als coach van Wimbledon in 1988. Gould liet een zeventienjarige Boland op 9 mei 1993 debuteren in de Premier League tegen Tottenham Hotspur. Coventry en Spurs deelden de punten (1–1). De middenvelder dwong bij Coventry nooit een basisplaats af en speelde 63 competitiewedstrijden in zeven seizoenen bij de club. Op 8 april 1996 was Boland de man die na zes minuten spelen van de toenmalige Coventry-coach Ron Atkinson de mentaal belastende opdracht kreeg om ploegmaat en verdediger David Busst af te lossen na diens gruwelijke dubbele open beenbreuk tegen competitieleider Manchester United op Old Trafford. Vele spelers die getuige waren van het drama met Busst zouden in de nasleep van het duel psychologische hulp nodig hebben gehad. De wedstrijd hervatte pas na tien minuten, toen Boland al even op het veld stond. Toen hij voor Coventry uitkwam, wist Boland geen enkele maal te scoren (in competitieverband).
In 1999 verliet Boland uiteindelijk Highfield Road en de regio West Midlands. Zijn carrière op het hoogste niveau was gelijk voorbij, aangezien zijn volgende clubs tweedeklassers waren of lager actief waren. Met Coventry was hij steeds actief op het hoogste niveau.

### Cardiff City
Tussen 1999 en 2006 kwam Boland uit voor het Welshe Cardiff City. Boland, een tacklevaardige speler, scoorde bij zijn debuut voor de Bluebirds tegen tweedeklasser Millwall op 7 augustus 1999. De Ierse middenvelder was in augustus 2000 zelf het slachtoffer van een beenbreuk, in de Football League First Division tegen Barnet. Vier jaar eerder, in april 1996, verving Boland akelig genoeg David Busst, die hetzelfde was overkomen doch niet meer herstelde. Wonderbaarlijk genoeg herstelde Boland wel van de blessure. Bij Cardiff City groeide Boland uit tot aanvoerder van het elftal. Hij speelde meer dan 200 competitiewedstrijden in de loondienst voor de Welshe topclub.

### Hartlepool United
Boland verruilde Cardiff City in augustus 2006 voor de Engelse vierdeklasser Hartlepool United, dat werd gecoacht door voormalig Noord-Iers international Danny Wilson. Eerder draaide Boland proef bij het Welshe Swansea City, maar kreeg geen contract aangeboden.
In 2009 verliet Boland de club na 64 competitiewedstrijden in de Football League Two.

### Limerick
Boland was officieel met pensioen toen hij op 5 mei 2010 besloot om terug te keren als profvoetballer in eigen land, waar hij nog even uitkwam voor Limerick alvorens datzelfde jaar een punt achter zijn carrière te zetten.